# Топорово (станция, Тверская область)
Топоро́во (карел. Toprova) — станция (населённый пункт) в Сандовском районе Тверской области. Административный центр Топоровского сельского поселения.

## География
Находится в восточной части района на расстоянии 21 километра к юго-востоку от районного центра Сандово.
Железнодорожная станция Волховстроевского отделения Октябрьской железной дороги.
К западу от Топорово проходит автодорога «Хабоцкое — Молоково — Сандово», подъезд через Большое Раменье (5 км).
Вокруг посёлка находятся деревни Искра, Родиониха и Соснино.
Население по переписи 2002 года — 208 человек, 100 мужчин, 108 женщин.

## История
Станция Топорово открыта в 1925 году с началом движения на линии Овинище-II—Пестово—Мга. Название получила от близлежащей деревни Топорово.
В 1970-80-е годы сформировался одноимённый пристанционный посёлок, построены больница, молокозавод, школа, котельная.
В 1997 году — 81 хозяйство, 246 жителей; администрация сельского округа, правление колхоза «Завет Ленина», неполная средняя школа, ДК, библиотека, амбулатория, отделение связи, магазин.